# Werner Flume

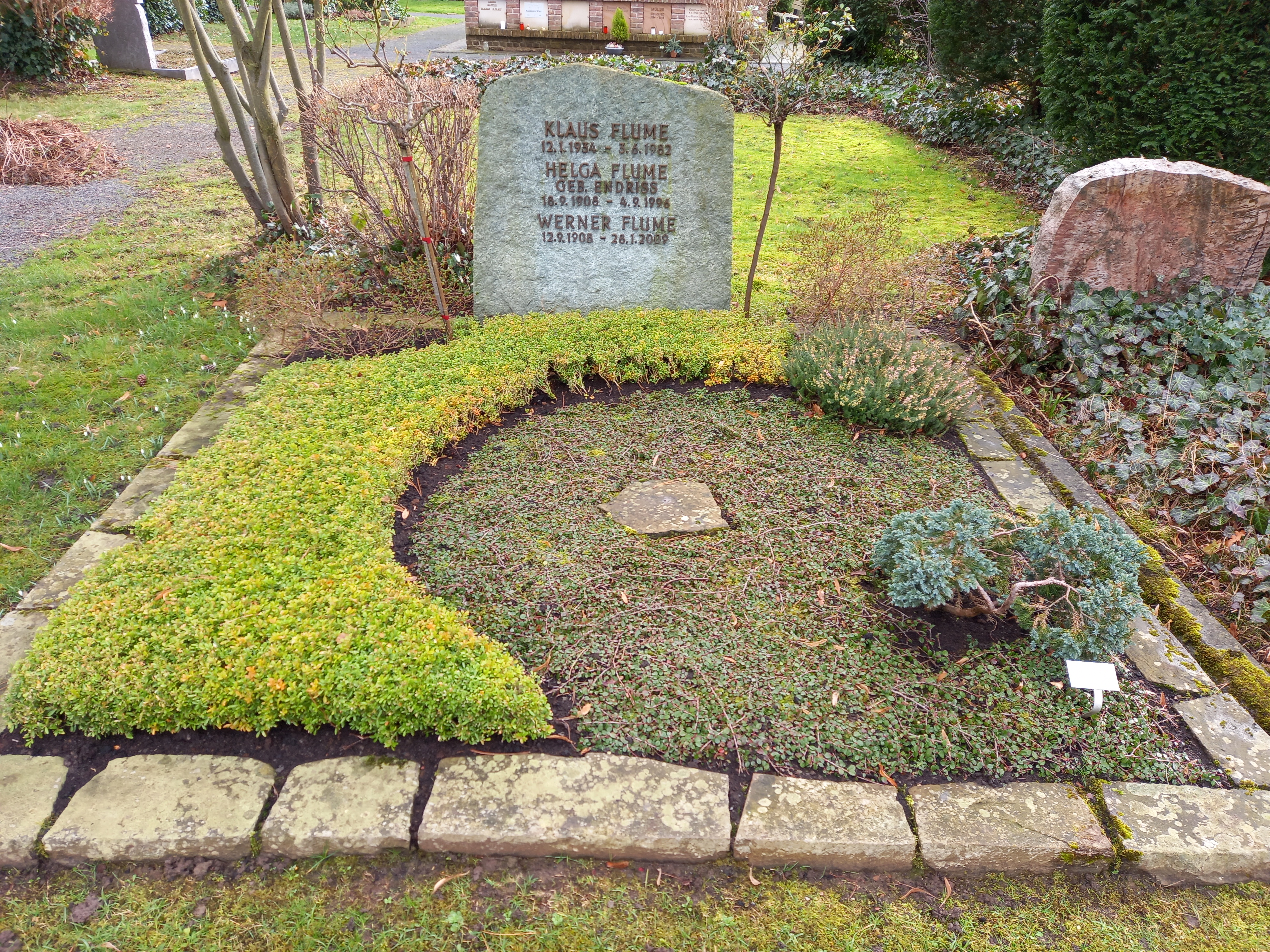
Das Grab von Werner Flume und seiner Ehefrau Helga geborene Endriss auf dem Zentralfriedhof Bad Godesberg in Bonn

Werner Flume (* 12. September 1908 in Kamen; † 28. Januar 2009 in Bonn) war ein deutscher Rechtswissenschaftler und Professor für Römisches Recht, Bürgerliches Recht, Steuerrecht und Rechtsgeschichte. 

## Leben
Nach seinem Abitur am Gymnasium Hammonense im westfälischen Hamm studierte der in Westfalen geborene Werner Flume zunächst ab dem Sommersemester 1927 Geschichte und Alte Sprachen in Tübingen, wechselte aber rasch nach dem Besuch einer Vorlesung von Philipp Heck zur juristischen Fakultät. Bereits zum Wintersemester 1927/1928 wechselte er an die Universität Bonn, wo er, nur durch ein Semester in Berlin unterbrochen, sein Studium der Rechtswissenschaften beendete. Besonders geprägt wurde Flume durch Fritz Schulz. Er wurde im Wintersemester 1927/28 Mitglied im Bonner Kreis. 
1930 legte er das Erste Juristische Staatsexamen vor dem Oberlandesgericht Köln ab und wurde 1931 mit dem Thema Studien zur Akzessorietät der römischen Bürgschaftsstipulationen promoviert.
Im Jahr 1932 folgte er als Assistent von Fritz Schulz nach Berlin. Dort verfasste er den Kern seiner Schrift Eigenschaftsirrtum und Kauf. Diese erschien allerdings erst 1948 und war ursprünglich als Grundlage für seine Habilitation vorgesehen. Nachdem die Nationalsozialisten an die Macht gekommen waren, überwarf sich Flume mit dem Dozentenschaftsführer Voss und musste auf seine Habilitation verzichten. Flume verließ die Universität, absolvierte das Referendariat und beendete dieses 1936 mit dem Zweiten Juristischen Staatsexamen. Anschließend war er in einem Druck- und Verlagskonzern tätig, wo er sich vor allem vertieft in das Steuer- und das Gesellschaftsrecht einarbeitete, bis er in den letzten Kriegsjahren noch zur Wehrmacht eingezogen wurde. Nach dem Kriegsende war Flume zunächst als Justitiar in Dortmund tätig, ehe er sich 1946 bei Wolfgang Kunkel mit dem Aufsatz Die Vererblichkeit der suspensiv bedingten Obligationen nach klassischem römischem Recht habilitierte. Im gleichen Jahr begann er zudem im Handelsblatt und ab 1948 in der juristischen Fachzeitschrift Der Betrieb zu steuerrechtlichen und steuerpolitischen Themen zu veröffentlichen.
Ab 1947 war er zunächst als Privatdozent in Bonn tätig. 1949 wurde er Ordinarius an der Universität Göttingen, ab 1954 war er als Professor am Institut für Römisches Recht und vergleichende Rechtsgeschichte an der Universität Bonn tätig. Er hatte dort zunächst einen Lehrstuhl für Privat- und Steuerrecht und übernahm ab 1957 den Lehrstuhl, den vor der Zeit des Nationalsozialismus sein akademischer Lehrer Fritz Schulz innegehabt hatte. Er lebte in Bonn-Bad Godesberg.
Seit 1972 war Flume ordentliches Mitglied der Klasse für Geisteswissenschaften der Rheinisch-Westfälischen Akademie der Wissenschaften. Er war ferner Mitglied der Akademie der Wissenschaften zu Göttingen, der Bayerischen Akademie der Wissenschaften und der British Academy. Als erster Jurist erhielt Flume am 19. Januar 1982 die Ehrendoktorwürde der Universität Regensburg.

## Werk
Als sein bedeutendstes Werk gilt das in drei Teilbänden erschienene Bürgerliches Recht – Allgemeiner Teil. In diesem Werk bemüht er sich um die Entwicklung der einzelnen Lehren des Allgemeinen Teils aus dem Gedanken der Privatautonomie mit einer im deutschen Zivilrecht sonst nicht mehr gekannten Konsequenz und Vergewisserung in den Traditionen der Historischen Rechtsschule (Friedrich Carl von Savigny, Bernhard Windscheid u. a.). 
Unter anderem entwickelte er 1972 die so genannte Gruppenlehre, mit der er die (Teil-)Rechtsfähigkeit der Gesellschaft bürgerlichen Rechts begründete. Dieser Lehre schloss sich 29 Jahre später auch der Bundesgerichtshof in seiner Entscheidung vom 29. Januar 2001 (BGHZ 146, 341) an. Außerdem trat Flume mit der Erkenntnis zum „subjektiven Fehlerbegriff“ hervor, wonach allein die Vertragsparteien in ihrem Rechtsverhältnis bestimmen, was ein die Verkäuferhaftung bestimmender Mangel sei; dieser Fehlerbegriff wurde mit der Schuldrechtsreform 2002 dann Gesetz, § 434 Abs. 1 Satz 1 BGB n. F. Flume trat beispielsweise auch als entschiedener Gegner der sogenannten Anscheinsvollmacht und der Lehre von der Geschäftsgrundlage auf, die er als Verstöße gegen das Prinzip der Privatautonomie erachtete; heute ist die Diskussion um den „Wegfall der Geschäftsgrundlage“ mit § 313 BGB n. F. ebenfalls legislatorisch befriedet. Besonderes Augenmerk legte Flume zeitlebens auf die Anschauungen zur Problematik des Bereicherungswegfalls. Hier steuerte er seine „Theorie der vermögensmäßigen Entscheidung“ bei.
Flume lehnte es ab, aus Wertungen des Grundgesetzes konkrete privat- und steuerrechtliche Antworten herzuleiten; seiner Ansicht nach ist vielmehr das handelnde Individuum Angelpunkt des geltenden Rechtes. Sozial- und wirtschaftspolitische Entscheidungen stünden Juristen nicht zu.
Zu Flumes Schülern zählen die Professoren Eduard Picker (Tübingen), Jan Wilhelm († 2025) (Passau), Horst Heinrich Jakobs († 2023) (Bonn) und Brigitte Knobbe-Keuk († 1995) (Bonn).

## Veröffentlichungen (Auswahl)
- Studien zur Akzessorietät der römischen Bürgschaftsstipulationen. 1932; Zugleich Dissertation, Bonn 1931.
- Eigenschaftsirrtum und Kauf. Regensberg/Münster 1948.
- Allgemeiner Teil des Bürgerlichen Rechts. (Bd. 1, Teil 1. Die Personengesellschaft, 1977; Bd. 1, Teil 2, Die juristische Person, 1983; Bd. 2, Das Rechtsgeschäft [1965], 4. Auflage 1992, ISBN 3-540-55211-1) Springer, Berlin 1992.
- Richter und Recht. München 1967.
- als Hrsg. mit Richard Hamm: Festschrift für Alexander Knur. München 1972.
- als Hrsg. mit Peter Raisch und anderen: Festschrift für Kurt Ballerstedt zum 70. Geburtstag am 24. Dezember 1975. Berlin / New York 1975.
- als Hrsg. mit Hugo J. Hahn:  Festschrift für F. A. Mann zum 70. Geburtstag am 11. August 1977. München 1977.
- Steuerwesen und Rechtsordnung. Schmidt, Köln 1986, ISBN 3-504-64200-9.
- Gesammelte Schriften. Hrsg. von Horst Heinrich Jakobs. Schmidt, Köln 1988 ff., ISBN 3-504-06008-5.
- Rechtsakt und Rechtsverhältnis: römische Jurisprudenz und modernrechtliches Denken. Schöningh, Paderborn/München/Wien/Zürich 1990, ISBN 3-506-73356-7.
- Studien zur Lehre von der ungerechtfertigten Bereicherung. Mohr Siebeck, Tübingen 2003, ISBN 3-16-147930-0.
- mit Horst Heinrich Jakobs: Gedächtnisschrift für Brigitte Knobbe-Keuk. Köln 1997.